# Un autre jour arrive en ville

Un autre jour arrive en ville est un album du groupe de musique québécois Beau Dommage sorti en 1977.
Capitol ST-70.048 [V], 4XL56352 [cassette], CDL-56352 [CD]

## Pistes
| No  | Titre                            | Auteur                       | Durée |
| --- | -------------------------------- | ---------------------------- | ----- |
| 1.  | Tout va bien                     | Michel Rivard                | 5:35  |
| 2.  | Contre lui                       | Pierre Huet/Michel Hinton    | 3:07  |
| 3.  | Cinéma                           | Michel Rivard                | 3:43  |
| 4.  | Ça fait longtemps...             | Robert Léger/Pierre Bertrand | 4:22  |
| 5.  | Le Cœur sur la corde raide       | Michel Rivard                | 3:24  |
| 6.  | Seize ans en soixante-seize      | Pierre Huet/Michel Rivard    | 4:49  |
| 7.  | Marie-Chantale                   | Pierre Huet/Pierre Bertrand  | 4:39  |
| 8.  | Berceuse pour moi toute seule    | Robert Léger                 | 3:23  |
| 9.  | C'est samedi soir                | Pierre Huet/Pierre Bertrand  | 4:57  |
| 10. | Un autre jour arrive en ville... | Michel Rivard                | 4:41  |

## Certification
| Pays   | Association  | Certification | Ventes/Équivalence |
| ------ | ------------ | ------------- | ------------------ |
| Canada | Music Canada | or            | 50 000             |